# Марранді Хейно Рейнович
Хейно Рейнович Марранді (2 травня 1911, село Мустла Естляндської губернії, тепер міського самоврядування Пайде повіту Ярвамаа, Естонія — 29 серпня 1989, місто Тюрі Пайдеського району, тепер повіту Ярвамаа, Естонія) — радянський естонський діяч, голова колгоспу імені Сталіна («Естонія») Тюриського (Пайдеського) району Естонської РСР. Депутат Верховної Ради СРСР 4—5-го скликань. Герой Соціалістичної Праці (1.03.1958).

## Життєпис
Народився в родині робітника. Його батько, Рейн Марранді, працював ковалем та робітником на випадкових заробітках.
Закінчив шість класів у сільських школах Мустла та Пурді. З дитячих років був пастухом. З 1929 року працював робітником лісництва на лісозаготівельних та меліоративних роботах. У 1937 році одружився і з 1940 року почав вести власне селянське господарство в селі Ретла волості Сяравере.
У 1944—1945 роках служив рядовим 8-го Естонського стрілецького корпусу Радянської армії, учасник німецько-радянської війни. Брав участь у боях у Курляндії.
Після демобілізаціїх працював у сільському господарстві. У 1949 році Хейно Марранді став одним із засновників колгоспу «Ретла» Тюриського району, був обраний головою колгоспу.
З 1951 року — голова укрупненого колгоспу імені Сталіна (потім «Естонія») Тюриського (з 1959 року — Пайдеського) району Естонської РСР. Заступник голови Ради колгоспів Естонської РСР, учасник III Всесоюзного з'їзду колгоспників (1970).
Член КПРС з 1953 року.
Указом Президії Верховної ради СРСР від 1 березня 1958 року за видатні успіхи, досягнуті у справі розвитку сільського господарства з виробництва зерна, картоплі, м'яса, молока та інших продуктів сільського господарства, та впровадження у виробництво досягнень науки та передового досвіду Марранді Хейно Рейновичу присвоєно звання Героя Соціалістичної Праці з врученням ордена Леніна та Золотої медалі «Серп і молот».
У 1980-х роках вийшов на пенсію. Проживав у Пайдеському районі (нині повіт Ярвамаа).
Помер 29 серпня 1989 року. Похований у місті Тюрі на кладовищі Киргесаарі.

## Нагороди
- Герой Соціалістичної Праці (1.03.1958)
- два ордени Леніна (1.03.1958, 12.12.1979)
- орден Жовтневої Революції (8.04.1971)
- орден Вітчизняної війни II ст. (11.03.1985)
- орден Трудового Червоного Прапора (1.10.1965)
- медаль «За трудову відзнаку» (20.07.1950)
- медаль «За перемогу над Німеччиною у Великій Вітчизняній війні 1941—1945 рр.» (1945)
- дві великі золоті медалі ВДНГ СРСР
- мала золота медаль ВДНГ СРСР
- медалі
- Державна премія Естонської РСР (1982)
- Заслужений працівник сільського господарства Естонської РСР (1986)
- три Почесні грамоти Президії Верховної ради Естонської РСР